# Aseroë rubra
Aseroë rubra är en svampart som beskrevs av Labill. 1800. Aseroë rubra ingår i släktet Aseroë och familjen stinksvampar.   Inga underarter finns listade i Catalogue of Life.

## Bildgalleri

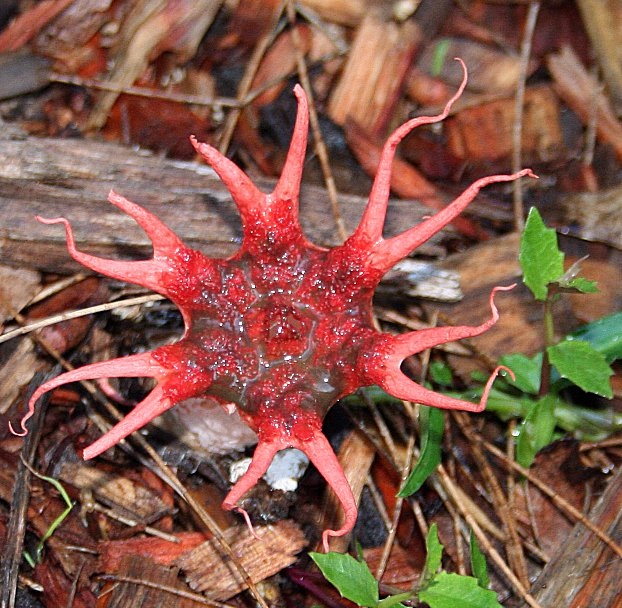
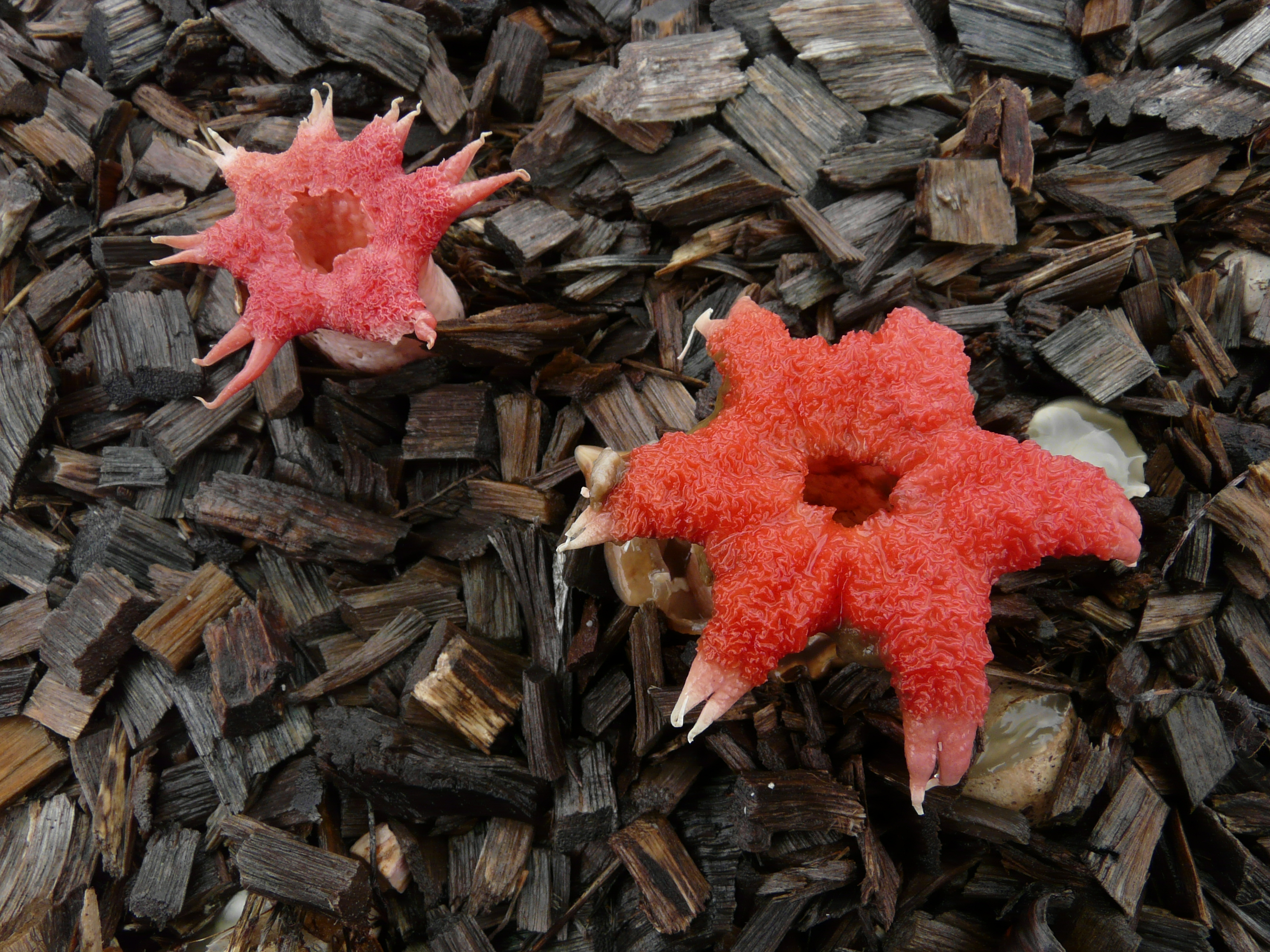
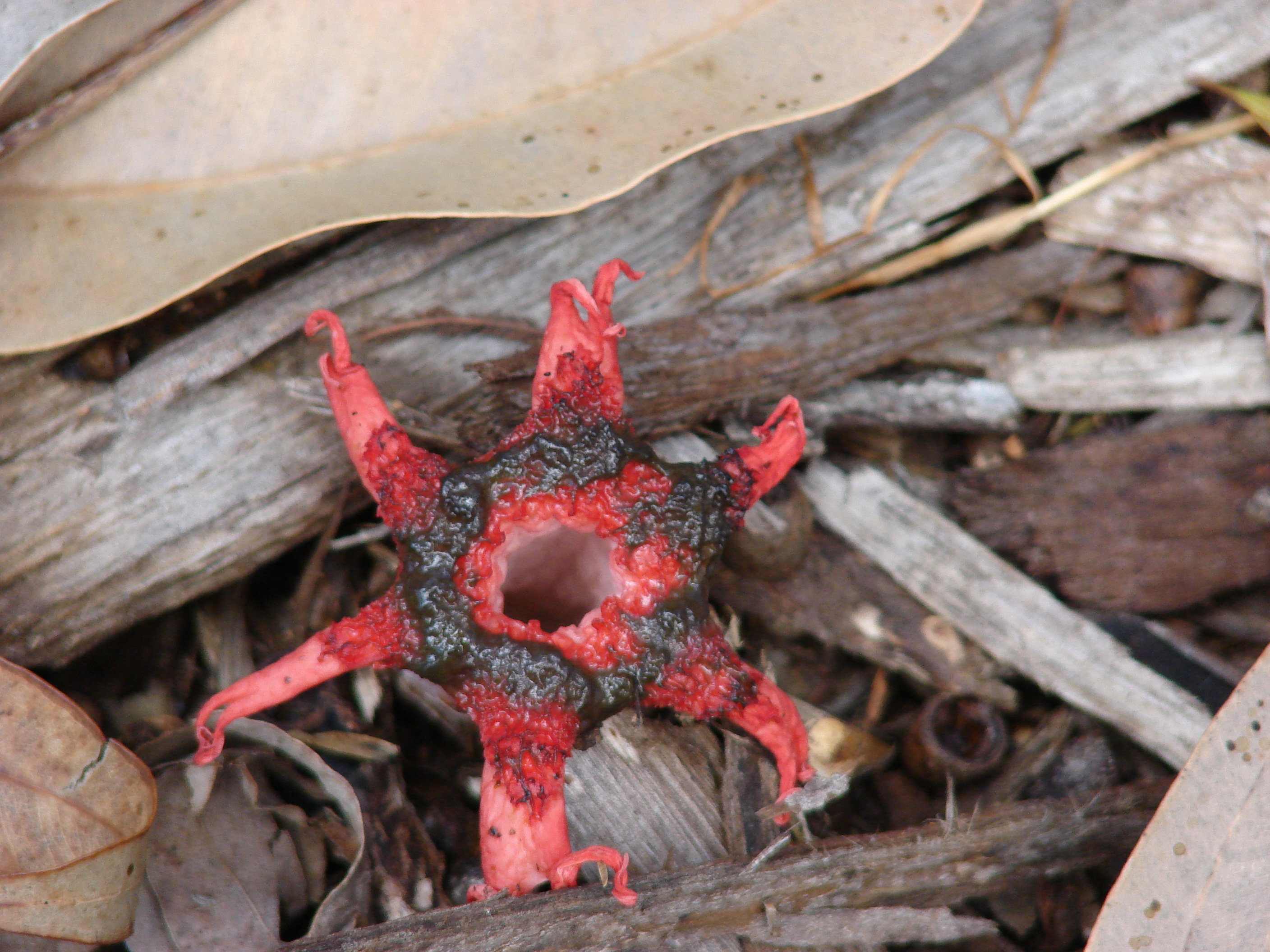
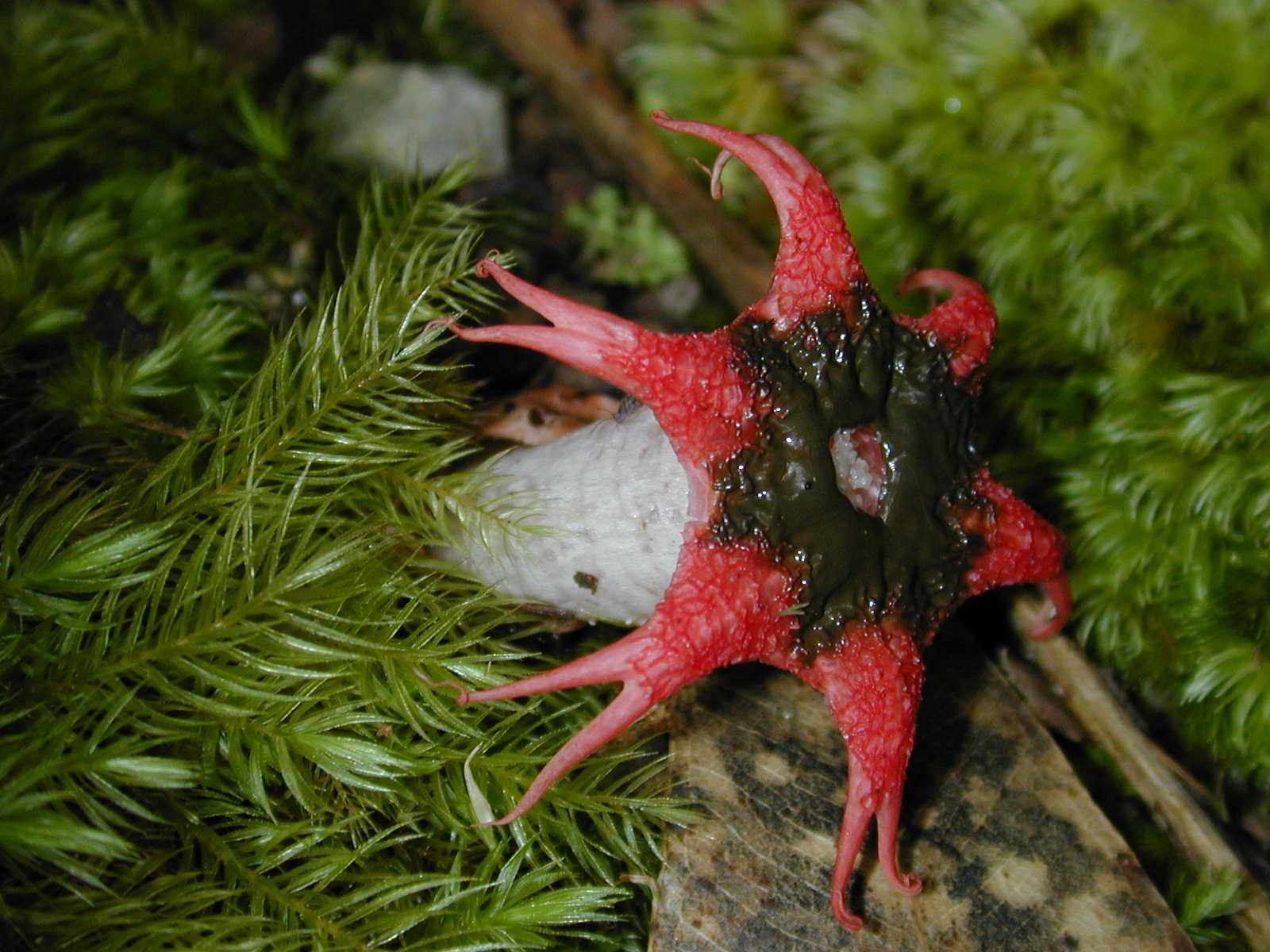